# Гавриил Костурски
Гавриил (на гръцки: Γαβριήλ) е православен духовник, костурски епископ на Охридската архиепископия от XIV век.

## Биография
Гавриил се споменава в ктиторския надпис на костурската църква „Свети Атанасий Музашки“, който е датиран 1383/1384 година. Гавриил е наречен наречен „епископ“ и „проторон“. Това означава, че епархията си е върнала прототронната титла, загубена по време на сръбското владичество в средата на века.